# Hajdúszoboszlói SE
A Hajdúszoboszlói SE Hajdúszoboszló első számú férfi felnőtt labdarúgócsapata. A csapatnév gyakori rövidítése: HSE. Megalakulása után elég sok neve volt az egyesületnek: HSZMTE, Hajdúszoboszlói Barátság SE, Hajdúszoboszlói Gyógyfürdő Sportegyesület, Hajdúszoboszlói Petőfi SK, Hajdúszoboszlói Spartacus, Bocskai SE, Kabai Cukor FC. A futballcsapat a 2000-es években hol a harmadosztályban (NB III), hol a negyedosztályú, megyei bajnokságban szerepel. A 2009–2010-es megyei bajnokságot megnyerte, így a 2010–2011-es szezontól ismét az NB III-as bajnokságban indult. A 2012–2013-as szezon végén ugyan a 7. helyen végzett a csoportjában 7 ponttal lemaradva a hatodiktól, ám az MLSZ átszervezése miatt ez kiesést jelentett a harmadosztályból az egyesület számára. A 2015–2016-os Magyar kupa megyei selejtezőjét megnyerte a csapat, így feljutott a kiírás 116-os főtáblájára. Jelenleg a Hajdú-Bihar vármegyei labdarúgó-bajnokság első osztályában szerepelnek.

## Játékoskeret[1]
Utolsó módosítás: 2025. augusztus 21.
| #  |     | Poszt | Név                     |
| -- | --- | ----- | ----------------------- |
| 6  | HUN | KP    | Kónya Csaba             |
| 7  | HUN | V     | Potor Márk Máté         |
| 8  | HUN | CS    | Kovács Martin Alex      |
| 9  | HUN | CS    | Tóth Lajos András       |
| 10 | HUN | V     | Gomes Schneider Roberto |
| 11 | HUN | CS    | Bordán Attila           |
| 14 | HUN | KP    | Békési Patrik           |
| 16 | HUN | KP    | Szathmári Zsolt         |
| 17 | HUN | KP    | Potornai Ádám Bálint    |
| 18 | HUN | V     | Bogár Márk              |

| #  |     | Poszt | Név                 |
| -- | --- | ----- | ------------------- |
| 20 | HUN | KP    | Sinyi Tamás         |
| 22 | HUN | KP    | Butor Levente Csaba |
| 23 | HUN | KP    | Éles Zoltán         |
| 25 | HUN | K     | Domonkos Dávid      |
| 33 | HUN | V     | Bogár Márk          |
| 39 | HUN | CS    | Karika Balázs Bence |
| 70 | HUN | KP    | Sallai Csaba        |
| 77 | HUN | V     | Pallagi János       |
| 89 | HUN | K     | Sávolt Ákos Péter   |
| 91 | HUN | V     | Mezei Balázs        |

## Szakmai stáb[2]
| Kinevezés  | Ország | Név          |
| ---------- | ------ | ------------ |
| Elnök      | HUN    | Katona Imre  |
| Vezetőedző | HUN    | Szabó László |
| Masszőr    | HUN    | Müller Béla  |

## Története

### Megalakulása, a kezdetek (1912-től 1944-ig)
Országos példák nyomán 1912. július 6-án alakult meg az első hajdúszoboszlói egyesület, a Hajdúszoboszlói Sportegyesület 63 taggal, főként értelmiségi körökből. Az első hajdúszoboszlói futballmérkőzésre 1913. augusztus 17-én került sor, ahol a debreceni K.A.S.E. 5-1-re győzött. Ekkoriban a gyógyfürdő előtti vásártéren volt a pálya. Az I. világháború után 1920 augusztusában kezdett éledezni a helyi labdarúgás. A fürdő bővítése okán 1927-ben a pályát áthelyezték a mai Gázláng-pálya területére. A helyi sportélet 1944-ig itt folytatódott a Levente Egyesület irányítása alatt.

### AII. világháborúutáni talpra állás (1945-től 1948-ig)
A fegyverek elhallgatása után közvetlenül, újra kezdett a sportélet kibontakozni. Az első mérkőzést 1945. március 12-én a helyi HSZMTE a karcagiakkal vívta. 1946 nyarán a HSZMTE feloszlott, s helyét a Hajdúszoboszlói Barátság SE vette át, aki első mérkőzését a DVSC II. ellen vívta. Alig játszott néhány meccset az új csapat, amikor 1946. szeptember 26-án megtartotta alakuló gyűlését a Hajdúszoboszlói Sport Egyesület (HSE).

### Sűrű névváltozások kora (1948-tól 1966-ig)
A rivalizálás nem tartott sokáig, 1948. július 10-én a Barátság SE közgyűlése feloszlatta önmagát. Másnap a HSE gyűlése elhatározta, hogy ezentúl Hajdúszoboszlói Gyógyfürdő Sportegyesület (H.Gy.S.E.) néven kíván működni tovább. Az anyagi nehézségek okán 1951-ben már Hajdúszoboszlói Petőfi SK a csapat neve. A csapat ekkor már a megye I. osztályban játszott, ami akkoriban az NB III-nak felelt meg. 1953-tól Hajdúszoboszlói Spartacus néven szerepelt a csapat. Ebben az időben háttérbe szorult az utánpótlás, más városokból próbáltak igazolni, s jobb eredményeket elérni. Rövid ideig játszott az NB III-ban a csapat, azonban 1964-ben kiesett onnan.

### Bocskai SE korszak (1966-tól 1995-ig)
1966-ban újabb átszervezés, megalakul a Bocskai SE. 1968-ban elkészül az új stadion (jelenleg is itt található a pálya), de a megcélzott NB II-be sohasem sikerül bejutni, váltakozva játszott a csapat az NB III-ban, illetve a megye I-ben. 1982-ben bronzérmes volt a csapat, majd 1992-ben csak nagy csatában szorult a győztes Tiszavasvári mögé az NB III-ban.

### Kabai Cukor FC korszak (1995-től 2001-ig)
A kabai cukorgyári csapat 1995 nyarán költözött át a fürdővárosba, a csapat ettől kezdve Kabai Cukor FC Hajdúszoboszló néven szerepelt, s egy új korszak vette kezdetét. A csapat erős játékosállománnyal rendelkezett, jelentős támogatók voltak (cukorgyár, önkormányzat), a stadion megszépült (a Diósgyőr ellen rendezték a pályanyitót). A mérkőzéseket mai szemmel sokan látogatták (1000-2500 fő) az NB II-ban, majd az NB I/B-ben, megfordult az országrész szinte minden nagy csapata (természetesen a tartósan első osztályúak kivételével) szurkolóikkal együtt (Békéscsaba, Diósgyőr, Nyíregyháza, Videoton stb.) a városban. Az első idényben második, majd negyedik lett a csapat. Később már nem ment ilyen jól, kiszállt a cukorgyár, magára maradt a város, s már nem volt képes finanszírozni a másodosztályt.

### Ismét Hajdúszoboszlói Spartacus SE (2001-től 2005-ig)
2001-től újra felvette a csapat a Hajdúszoboszlói Spartacus SE nevet, de már csak megyei szinten próbálhatott meg eredményeket elérni.

### Hullámvasutazás az osztályok között (2005-től napjainkig)
2005-ben visszakapja a csapat a tradicionális Hajdúszoboszlói Sportegyesület nevet, s megpróbálnak helyi fiatalokra építeni, akik a második idény végén nagy fölénnyel fel is jutnak az NB III-ba, ahonnan viszont ugyanolyan könnyen ki is esnek. A 2007-2008-as bajnokságban ismét bajnokok, feljutnak újra az NB III-ba, ahonnan azonban ismét kiesnek. A 2009–2010-es szezont 1 ponttal megnyerik és ismételten feljutnak az NB III-as bajnokságba. A 2011–2012-es szezonban a 6. helyen zárta az NBIII-as idényt az alakulat. A 2012–2013-as idény végén ugyan a 7. helyen végzett a csoportjában 7 ponttal lemaradva a hatodiktól, ám az MLSZ átszervezése miatt ez kiesést jelentett. A 2013–2014-es idényben a negyedosztályú Hajdú-Bihar megyei bajnokságban indul az egyesület.

## Vezetése
- Katona Imre (elnök)[3]
- Vass Sándor(ügyvezető alelnök)
- Tumbász József(szakosztályokért felelős alelnök)
- Nagy Attila (sportigazgató)
- Mester József (elnökségi tag)
- Ellenőrző bizottság:
  - Czeglédi László (elnök)
  - Horváth Péter (tag)

## Elnevezései
- 1912–1945: Hajdúszoboszlói Sportegyesület
- 1945–1946: HSZMTE
- 1946–1946: Hajdúszoboszlói Barátság SE
- 1946–1948: Hajdúszoboszlói Sport Egylet
- 1948–1951: Hajdúszoboszlói Gyógyfürdő Sportegyesület
- 1951–1953: Hajdúszoboszlói Petőfi SK
- 1953–1966: Hajdúszoboszlói Spartacus
- 1966–1995: Bocskai SE
- 1995–2001: Kabai Cukor FC Hajdúszoboszló
- 2000–2005: Hajdúszoboszlói Spartacus SE
- 2005–2019: Hajdúszoboszlói Sportegyesület
- 2019–2020: Magyar Mélyépítő-HSE
- 2020–: Aqua-General HSE

## Mezszín
Az előd Bocskai SE kék-sárga, míg a Hajdúszoboszlói SE alapvetően kék-fehér színekben játszott illetve játszik ma is. A hazai mérkőzéseken viselt kék mez benne a klub címerével, a kék nadrág és a fehér sportszár, míg az idegenbeli mérkőzéseken a tiszta fekete szerelés a jellemző.

## Sikerek
NB II
- 4. hely: 1995–1996, 1996–1997

NB III/Területi bajnokság
- 2. hely: 1970 tavasz, 1991–1992
- 3. hely: 1970–1971, 1971–1972, 1981–1982

Megyei I. osztály
- bajnok: 1960–1961, 1967, 1975–1976, 1984–1985, 1988–1989, 1990–1991, 2005–2006, 2007–2008, 2009–2010, 2020–2021

Magyar Kupa – megyei selejtező
- győztes: 2015

## Eredmények szezonról szezonra
- 2024–2025: Vármegyei I. osztály – Hajdú-Bihar vármegye: 2. hely (30 m. — 23 gy. — 3 d. — 4 v. — 91–26 — 72 pont)[4]
- 2023–2024: Vármegyei I. osztály – Hajdú-Bihar vármegye: 3. hely (26 m. — 17 gy. — 3 d. — 6 v. — 91–25 — 54 pont)[5]
- 2022–2023: NB III – Keleti-csoport: 17. hely (38 m. — 12 gy. — 10 d. — 16 v. — 45–50 — 46 pont)[6]
- 2021–2022: NB III – Keleti-csoport: 4. hely (38 m. — 20 gy. — 10 d. — 08 v. — 74–39 — 70 pont)[7]
- 2020–2021: Megyei I. osztály – Hajdú-Bihar megye: 1. hely (30 m. — 28 gy. — 01 d. — 01 v. — 172–15 — 85 pont) (feljutás az NB III-ba)[8]
- 2019–2020: Megyei I. osztály – Hajdú-Bihar megye: 2. hely (18 m. — 14 gy. — 02 d. — 02 v. — 056–10 — 44 pont)[9]
- 2018–2019: Megyei I. osztály – Hajdú-Bihar megye: 6. hely (30 m. — 14 gy. — 03 d. — 13 v. — 083–56 — 45 pont)[10]
- 2017–2018: Megyei I. osztály – Hajdú-Bihar megye: 9. hely (30 m. — 12 gy. — 09 d. — 09 v. — 093–54 — 45 pont)[11]
- 2016–2017: Megyei I. osztály – Hajdú-Bihar megye: 8. hely (30 m. — 11 gy. — 11 d. — 08 v. — 052–42 — 44 pont)[12]
- 2015–2016: Megyei I. osztály – Hajdú-Bihar megye: 5. hely (30 m. — 16 gy. — 08 d. — 06 v. — 082–38 — 56 pont)[13]
- 2014–2015: Megyei I. osztály – Hajdú-Bihar megye: 3. hely (30 m. — 19 gy. — 05 d. — 06 v. — 089–29 — 62 pont)[14] és Magyar Kupa megyei selejtező győztese[15]
- 2013–2014: Megyei I. osztály – Hajdú-Bihar megye: 7. hely[16]
- 2012–2013: NB III, Tisza-csoport: 7. hely (kiesés a megyei I. osztályba)[17]
- 2011–2012: NB III, Tisza-csoport: 6. hely[18]
- 2010–2011: NB III, Tisza-csoport: 11. hely[19]
- 2009–2010: Megyei I. osztály – Hajdú-Bihar megye: 1. hely (feljutás az NB III-ba)[20]
- 2008–2009: NB III, Tisza-csoport: 15. hely (kiesés a megyei I. osztályba)[21]
- 2007–2008: Megyei I. osztály – Hajdú-Bihar megye: 1. hely (feljutás az NB III-ba)[22]
- 2006–2007: NB III, Tisza-csoport: 14. hely (kiesés a megyei I. osztályba)[23]
- 2005–2006: Megyei I. osztály (negyedosztály) – Hajdú-Bihar megye: 1. hely (feljutás az NB III-ba)[24]
- 2004–2005: Megyei I. osztály (ötödosztály) – Hajdú-Bihar megye: 2. hely[25]
- 2003–2004: Megyei I. osztály (ötödosztály) – Hajdú-Bihar megye: 4. hely[26]
- 2002–2003: Megyei I. osztály (ötödosztály) – Hajdú-Bihar megye: 6. hely[27]
- 2001–2002: Megyei II. osztály (hatodosztály) – Hajdú-Bihar megye: 1. hely (feljutás a megyei I. osztályba)[28]
- 2000–2001: NB III (negyedosztály), Tisza "B"-csoport: 8. hely (törölve, kiesett a megyei II. osztály-ba)[29]
- 1999–2000: NB I (másodosztály): 15. hely[30]
- 1998–1999: NB I (másodosztály): 17. hely[31]
- 1997–1998: NB I/B (másodosztály): 10. hely[32]
- 1996–1997: NB II, Keleti csoport (másodosztály): 4. hely[33]
- 1995–1996: NB II, Keleti csoport (másodosztály): 4. hely[34]
- 1994–1995: Megyei I. osztály (negyedosztály) – Hajdú-Bihar megye: 10. hely[35]
- 1993–1994: NB III (harmadosztály), Tisza-csoport: 15. hely (kiesés a megyei I. osztályba)[36]
- 1992–1993: NB III (harmadosztály), Tisza-csoport: 9. hely[37]
- 1991–1992: NB III (harmadosztály), Tisza-csoport: 2. hely[38]
- 1990–1991: Megyei I. osztály (negyedosztály) – Hajdú-Bihar megye: 1. hely (feljutás az NB III-ba)[39]
- 1989–1990: NB III (harmadosztály), Tisza-csoport: 15. hely (kiesés a megyei I. osztályba)[40]
- 1988–1989: Megyei I. osztály (negyedosztály) – Hajdú-Bihar megye: 1. hely (feljutás az NB III-ba)[41]
- 1987–1988: Megyei I. osztály (negyedosztály) – Hajdú-Bihar megye: 4. hely[42]
- 1986–1987: Területi bajnokság (harmadosztály) – Tisza-csoport: 14. hely (kiesés a megyei I. osztályba)[43]
- 1985–1986: Területi bajnokság (harmadosztály) – Tisza-csoport: 11. hely[44]
- 1984–1985: Megyei I. osztály (negyedosztály) – Hajdú-Bihar megye: 1. hely (feljutás a Területi bajnokságba)[45]
- 1983–1984: Területi bajnokság (harmadosztály) – Tisza-csoport: 14. hely (kiesés a megyei I. osztályba)[46]
- 1982–1983: Területi bajnokság (harmadosztály) – Tisza-csoport: 6. hely[47]
- 1981–1982: Területi bajnokság (harmadosztály) – Tisza-csoport: 3. hely[48]
- 1980–1981: Megyei I. osztály (negyedosztály) – Hajdú-Bihar megye: 3. hely (feljutás a Területi bajnokságba)[49]
- 1979–1980: Megyei I. osztály (negyedosztály) – Hajdú-Bihar megye: 3. hely[50]
- 1978–1979: Megyei I. osztály (negyedosztály) – Hajdú-Bihar megye: 7. hely[51]
- 1977–1978: NB III (harmadosztály) – Keleti csoport: 18. hely (kiesés a megyei I. osztályba)[52]
- 1976–1977: NB III (harmadosztály) – északkeleti csoport: 10. hely[53]
- 1975–1976: Megyei I. osztály (negyedosztály) – Hajdú-Bihar megye: 1. hely (feljutás az NB III-ba)[54]
- 1974–1975: Megyei I. osztály (negyedosztály) – Hajdú-Bihar megye: 4. hely[55]
- 1973–1974: NB III (negyedosztály) – északkeleti csoport: 10. hely (kiesés a megyei I. osztályba)[56]
- 1972–1973: NB III (negyedosztály) – északkeleti csoport: 12. hely[57]
- 1971–1972: NB III (negyedosztály) – északkeleti csoport: 3. hely[58]
- 1970–1971: NB III (negyedosztály) – északkeleti csoport: 3. hely[59]
- 1970 tavasz: NB III (negyedosztály) – északkeleti csoport: 2. hely[60]
- 1969: NB III (negyedosztály) – északkeleti csoport: 3. hely[61]
- 1968: NB III (negyedosztály) – északkeleti csoport: 2. hely[62]
- 1967: Megyei I. osztály (ötödosztály) – Hajdú-Bihar megye: 1. hely (feljutás az NB III-ba)[63]
- 1966: Megyei I. osztály (ötödosztály) – Hajdú-Bihar megye: 8. hely[64]
- 1965: Megyei I. osztály (ötödosztály) – Hajdú-Bihar megye: 7. hely[65]
- 1964: NB III (negyedosztály) – északkeleti csoport: 15. hely (kiesés a megyei I. osztályba)[66]
- 1963 ősz: NB III (negyedosztály) – északkeleti csoport: 16. hely (nem volt kieső)[67]
- 1962–1963: NB III (harmadosztály) – északkeleti csoport: 11. hely[68]
- 1961–1962: NB III (harmadosztály) – északkeleti csoport: 12. hely[69]
- 1960–1961: Megyei I. osztály (negyedosztály) – Hajdú-Bihar megye: 1. hely (feljutás az NB III-ba)[70]
- 1959–1960: Megyei I. osztály (negyedosztály) – Hajdú-Bihar megye: 3. hely[71]
- 1958–1959: Megyei I. osztály (negyedosztály) – Hajdú-Bihar megye[72]
- 1957–1958: NB III (harmadosztály) – északkeleti csoport: 10. hely (kiesés a megyei I. osztályba)[73]
- 1957 tavasz: Osztályozó az NBIII-ért, Keleti Alszövetség: 4. hely (feljutás az NB III-ba)[74]
- 1956: Megyei I. osztály (harmadosztály) – Hajdú-Bihar megye: 7. hely[75]
- 1955: Megyei I. osztály (harmadosztály) – Hajdú-Bihar megye: 3. hely[76]
- 1954: Megyei (harmadosztály) – Hajdú-Bihar megye: 12. hely[77]
- 1953: Megyei, Gorkij csoport (harmadosztály) – Hajdú-Bihar megye: 6. hely[78]
- 1952: Megyei (harmadosztály) – Hajdú-Bihar megye: 6. hely[79]
- 1951: Megyei (harmadosztály) – Hajdú-Bihar megye: 11. hely[80]
- 1950 ősz: Keleti LASz, I. osztály, Püspökladányi csoport (negyedosztály): 3. hely[81]
- 1949–1950: Kelet-Magyarországi LASz, I. osztály (negyedosztály): 8. hely[82]
- 1948–1949: Keleti LASz, I. osztály (negyedosztály): 7. hely[83]
- 1947–1948: Kelet-Magyarországi LASz, II. osztály, Debreceni csoport (negyedosztály): 7. hely[84]
- 1945–1946: Keleti LASz I. osztály (másodosztály): 9. hely[85]
- 1939–1940: Keleti Alszövetség, I. osztály, Debreceni csoport (harmadosztály): 11. hely (nem játszott mérkőzést)[86]
- 1923–1924: Keleti kerület, II. osztály, A-csoport (harmadosztály): 11. hely[87]

Vastaggal a bajnoki címeket jelöltük.

## Nézőszám
Ma már nehezen hihető el, hogy a csapat hazai mérkőzéseire az 1970-es, 1980-as években rendszeresen 800-1000, míg a Kabai Cukor FC-s NB II-es illetve NB I/B-s időszakban, az 1990-es évek közepén, nem ritkán akár 2500 néző is kilátogatott. Mára ez a szám 150-200 főre apadt.

## Edzők történelme során
- László Richárd (2014–)
- Magyar Lajos (2013–2014)
- Szűcs János (2011–2013)